# آن‌ها یا ما
«آن‌ها یا ما» (به انگلیسی: Them or Us) آلبومی از هنرمند اهل ایالات متحده آمریکا فرانک زاپا است که در سال ۱۹۸۴ میلادی منتشر شد.